# Chris Gueffroy
Chris Gueffroy (21. juni 1968 – 5./6. februar 1989) var sidste offer for grænsesoldaternes skud ved Berlinmuren. Chris prøvede forgæves at flygte fra Øst- til Vesttyskland kun få måneder før murens fald.